# TVR (Bretagne)
Pour les articles homonymes, voir TVR.
TVR est une chaîne de télévision locale française, créée en mars 1987, initialement sous le nom de TV Rennes puis nommée TV Rennes 35 de 2007 à 2011.
Inaugurée à son lancement par le président de la République, elle fut la première télévision locale créée en France.
Selon Médiamétrie, avec une moyenne de près de 50000 spectateurs, TVR est, dès 2014, la chaîne locale française la plus regardée au quotidien, proportionnellement au nombre d’habitants de sa zone de diffusion (taux de pénétration le plus élevé de France pour une chaîne de télévision locale avec 6 %).

## Modes de diffusion
TV Rennes est à l’origine diffusée gratuitement dans l’agglomération rennaise par le câble, bien qu’elle ait tenté une diffusion sur le réseau analogique départemental du 14 février au 31 octobre 2005, puis à partir de janvier 2007.
Il est possible désormais de la recevoir dans toute l’Ille-et-Vilaine et sur 75 % des Côtes-d'Armor et le sud de la Manche, sur les réseaux numériques locaux (canal 35 de la TNT, câble, ADSL) ainsi que sur son site Internet à partir du 5 juillet 2010. TV Rennes devient alors une chaîne départementale.
Au début de l’année 2007, la chaîne modifie son nom et s’appelle alors TV Rennes 35.
Depuis le 15 février 2010, TV Rennes 35 est diffusée en format 16/9 sur les réseaux numériques, mais est restée en format 4/3 sur le réseau analogique jusqu’au 8 juin 2010, date de fin de la diffusion analogique en Ille-et-Vilaine.
À partir du 26 mars 2011, la chaîne adopte un nouveau nom en devenant TVR, et modifie son identité visuelle.
TVR est présente sur le bouquet Freebox de Free, en qualité HD, sur le canal 927.
En 2022, TVR est diffusée sur le bouquet de SFR, en qualité HD, sur le canal 530.

## Identité visuelle

Logo de TV Rennes de mars 1987 à 1999
Logo de TV Rennes Canal 9 de 1999 à 2003
Logo de TV Rennes de 2003 à 2005
Logo de TV Rennes de 2005 au 7 janvier 2007
Logo de TV Rennes 35 du 8 janvier 2007 à 2009
Logo de TV Rennes 35 de 2009 au 26 mars 2011
Logo de TVR du 26 mars 2011 à février 2020
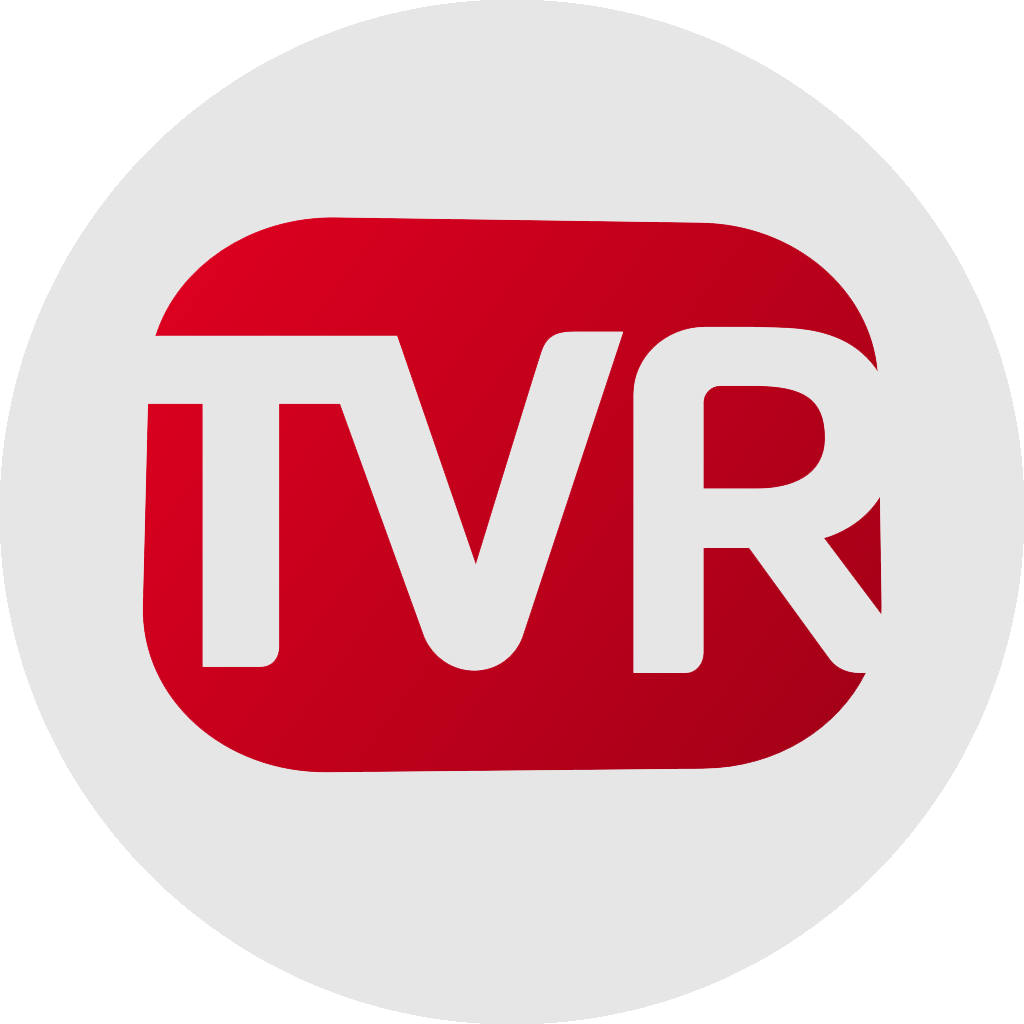
Logo de TVR depuis février 2020

## Financement
Ses actionnaires principaux sont la ville de Rennes (26 %), Rennes Métropole (20 %), le Conseil départemental d'Ille-et-Vilaine (5 %) le Groupe SIPA Ouest-France (12 %), le Crédit mutuel Arkéa (4 %) et la société fondatrice de la chaîne, Rennes Cité Média. Ceux-ci financent environ 20 % du budget de la chaîne. Les ressources commerciales seules sont encore insuffisantes pour soutenir ce projet[réf. nécessaire] : les revenus publicitaires n’atteignent que 20 % du budget nécessaire ; c’est pourquoi TVR fait appel aux subventions publiques (Rennes, Rennes Métropole, Conseil départemental d'Ille-et-Vilaine et Région Bretagne) pour compenser son manque à gagner (60 % du budget).

## Partenariats
TVR développe depuis sa création des partenariats avec France 3, Radio France et Ouest-France. Son action et son développement s’inscrivent aussi dans une dynamique avec d’autres chaînes locales. Elle a par ailleurs créé une unité de programmes communs avec les deux autres chaînes locales de la région Bretagne (Tébéo et TébéSud).
En 2016, un contrat d’objectifs et de moyens a été signé entre la région Bretagne et les principaux diffuseurs télé de Bretagne, France 3, Brezhoweb, Tébéo, TébéSud et TVR, afin de dynamiser la filière audiovisuelle bretonne et en langue bretonne. De nouveaux programmes sont ainsi produits et diffusés en partenariat entre ces chaînes de télévision.
En 2021, Rennes Métropole renforce son soutien à TVR en lançant une nouvelle aide de 300 000 € pour soutenir la production audiovisuelle sur le territoire rennais.
En octobre 2021, la présidente de TVR, Aurélie Rousseau, prend la coprésidence du syndicat nationale des télévisions locales.

## Programmes
TVR est une chaîne généraliste locale aux programmes multi-diffusés, elle s’adresse à chacun des habitants et non à une « cible » majoritaire. Ce choix lui a rapidement permis de toucher une certaine audience[réf. nécessaire].
Cinq thématiques sont à l’œuvre :
- l’information ;
- écosopol (économique, social et politique) ;
- la culture ;
- le sport ;
- la citoyenneté.

Ces cinq rubriques constituent les cinq axes de volumes respectivement équilibrés.

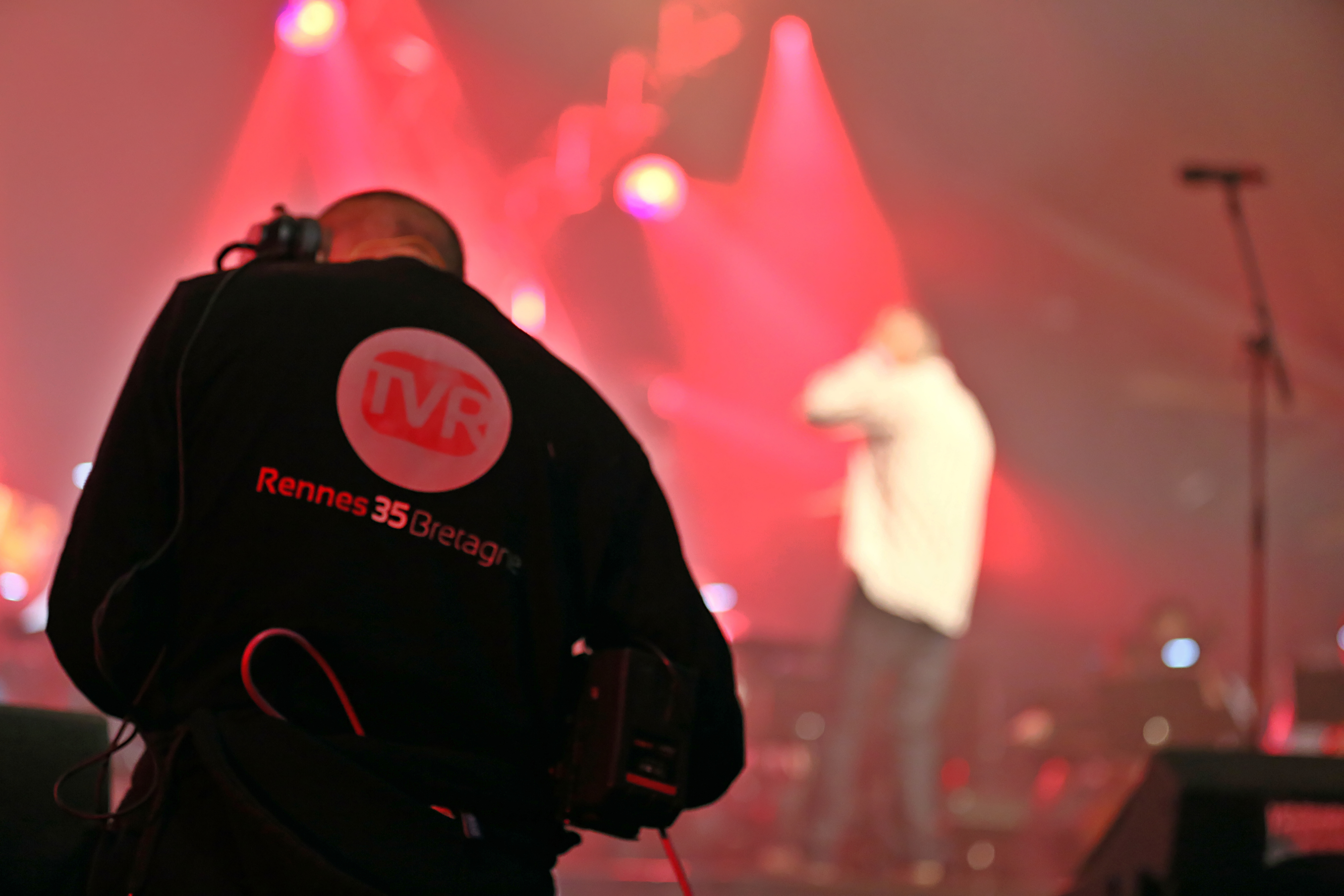
Cameraman pour l’émission spéciale en direct du festival Yaouank 2015.

La chaîne entière peut-être amenée à se déplacer régulièrement pour investir pendant plusieurs jours de grands événements structurants des pays de Rennes sur des terrains économiques ou culturels. Lors de ces opérations, les émissions récurrentes de la chaîne, infos ou magazines, sont réalisées en direct du lieu choisi.
La programmation repose sur six sessions principales qui sont multi-diffusées dans la journée et dans la semaine. De plus, la chaine diffuse également du cinéma documentaire et de la musique.

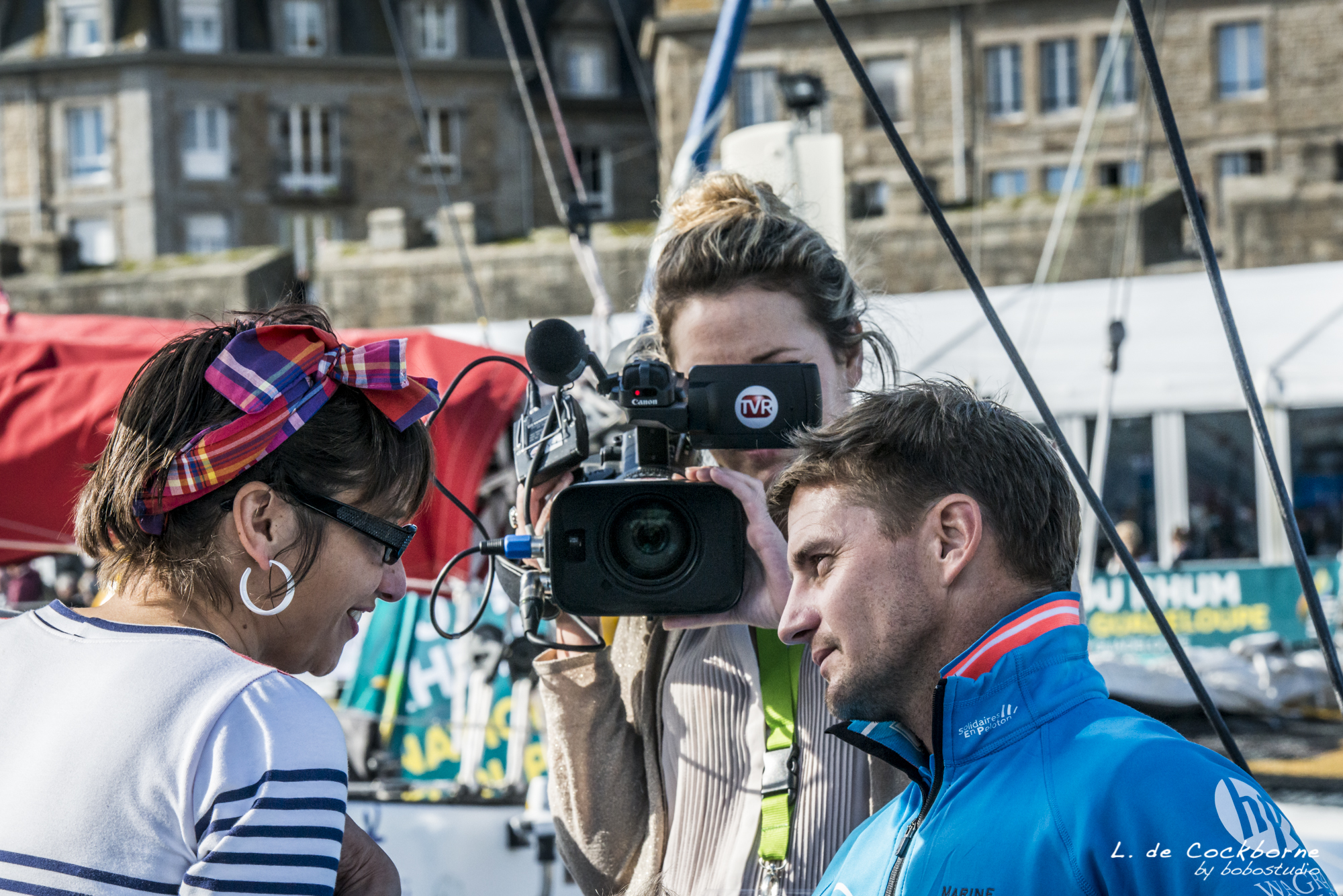
Équipe de TVR couvrant la route du Rhum 2014.

Depuis la rentrée 2007, TVR a fait le pari de la langue bretonne en diffusant une émission en breton par semaine. 4 programmes différents sont diffusés en alternance le mardi (avec rediffusion dans la semaine et sur le site de la chaîne) : Urban Breizh, émission musico-culturelle, présentée par Gwenael Jéquel, Webnoz, émission généraliste, présentée par Lionel Buannic, Leurenn BZH, sitcom comique et Strak, émission présentant les villes de Bretagne, présentée par Lena et Marion.
La rentrée 2008 verra un renforcement des programmes en langue bretonne, avec de nouvelles émission.
Depuis 2010, dans le cadre d’un partenariat avec la région Bretagne, TVR réalise aussi des grands directs lors d’évènements sportifs majeurs. Ce fut le cas pour l’Open de Tennis de Rennes, la route du Rhum, la finale de la Coupe de la Région Bretagne de football ou encore des matchs du Rennes Volley 35 et de l’Avenir de Rennes en basket.
Depuis le 14 janvier 2017, une émission consacrée aux Côtes-d'Armor présentée par Mathilde Quéméner est retransmise le samedi à 18 h et aborde différentes thématiques comprenant notamment l’économie, la culture, le sport ou la vie associative du département. Le programme est élaboré en collaboration avec le Conseil départemental des Côtes-d'Armor et les deux autres chaînes bretonnes, et pallie ainsi la disparition d’Armor TV en 2016.

## Audiences
En 2014, une étude Médiamétrie commandée par la chaîne estime que 87,3 % des Brétilliens, connaissent TVR et que plus de 400 000 personnes la regardent. 8,8 % des gens qui reçoivent la chaîne déclarent la regarder tous les jours ou presque. On monte à 57,5 % en ajoutant les gens qui disent regarder la chaîne une à deux fois par semaine.
En 2011, date de la précédente étude Médiamétrie demandée par TVR, l’audience quotidienne moyenne de la chaîne avait été évaluée à 28 900 spectateurs, pour un taux de pénétration de 3,7 %. En passant à 47 300 spectateurs quotidiens et à 6 % de taux de pénétration en 2014, l’antenne rennaise a fait un grand bond en avant.